# Julien Bahain
Julien Bahain (ur. 20 kwietnia 1986 w Angers) – francuski wioślarz, brązowy medalista w wioślarskiej czwórce podwójnej podczas Letnich Igrzysk Olimpijskich w Pekinie, wicemistrz świata.

## Osiągnięcia
- Mistrzostwa Świata Juniorów – Ateny 2003 – czwórka podwójna – 3. miejsce[1].
- Mistrzostwa Świata Juniorów – Banyoles 2004 – czwórka podwójna – 5. miejsce[1].
- Puchar Świata 2005[1]:
  - I etap: Eton – jedynka – 21. miejsce.
  - II etap: Monachium – jedynka – 14. miejsce.
  - III etap: Lucerna – jedynka – 14. miejsce.
- Mistrzostwa Świata – Gifu 2005 – czwórka podwójna – 5. miejsce[1].
- Puchar Świata 2006[1]:
  - I etap: Monachium – dwójka podwójna – 5. miejsce.
  - II etap: Poznań – czwórka podwójna – 2. miejsce.
- Mistrzostwa Świata – Eton 2006 – czwórka podwójna – 10. miejsce[1].
- Puchar Świata 2007[1]:
  - I etap: Linz – czwórka podwójna – 5. miejsce.
  - II etap: Amsterdam – czwórka podwójna – 3. miejsce.
  - III etap: Lucerna – czwórka podwójna – 2. miejsce.
- Mistrzostwa Świata – Monachium 2007 – czwórka podwójna – 2. miejsce[1].
- Puchar Świata 2008[1]:
  - I etap: Monachium – czwórka podwójna – 3. miejsce.
  - II etap: Lucerna – czwórka podwójna – 4. miejsce.
  - III etap: Poznań – czwórka podwójna – 2. miejsce.
- Igrzyska Olimpijskie – Pekin 2008 – czwórka podwójna – 3. miejsce[1].
- Mistrzostwa Europy – Ateny 2008 – dwójka podwójna – 1. miejsce[1].
- Puchar Świata 2009[1]:
  - I etap: Banyoles – dwójka podwójna – 2. miejsce.
  - III etap: Lucerna – dwójka podwójna – 2. miejsce.
- Mistrzostwa Świata – Poznań 2009 – dwójka podwójna – 2. miejsce[1].
- Mistrzostwa Europy – Montemor-o-Velho 2010 – dwójka podwójna – 1. miejsce[1].
- Mistrzostwa Świata – Bled 2011 – dwójka podwójna – 3. miejsce[1].